# ويليام هاستي
ويليام هاستي (بالإنجليزية: William H. Hastie)‏ (و. 1904 – 1976 م) هو محام، وقاض من الولايات المتحدة الأمريكية ولد في نوكسفيل.

## التعليم
تعلم في كلية هارفارد للحقوق.

## روابط خارجية
- ويليام هاستي على موقع الموسوعة البريطانية (الإنجليزية)